# Un giorno sarai un posto bellissimo
Un giorno sarai un posto bellissimo è il primo romanzo di Corrado Fortuna, uscito il 27 agosto 2014 per la casa editrice Baldini&Castoldi. Come opera prima, vince il Premio Letterario Hermann Geiger 2015, indetto nell'ambito del festival CecinAutori di Cecina.

## Trama
Arturo e Lorenzo sono due amici palermitani. Si conoscono dal primo giorno di prima elementare, nel 1983, e da quel momento diventano inseparabili. Entrambi figli della borghesia palermitana, solo uno, Lorenzo, è figlio di un boss della mafia.
Quando il padre di Lorenzo muore in carcere, i due, ormai adulti ed entrambi "scappati" da Palermo da più di vent'anni, sono costretti a tornare nella loro città per svelare un mistero che sembra celare un'ennesima trattativa tra la mafia e parti malate dello Stato.